# 閑院宮春仁王
閑院宮春仁王（1902年8月3日—1988年6月18日），日本皇族，是閑院宮載仁親王的次子（實際上是長子，因兄長篤仁王夭折）。他也是陸軍軍人，最高軍階為陸軍少將，大勳位功四級。
他在父親載仁親王逝世後繼承了閑院宮。但並未如父親一樣是親王，但坊間經常誤寫為「閑院宮春仁親王」。
盟軍佔領日本後，日本皇室將其臣籍降下，賜姓閑院，名閑院春仁，後來再改名純仁。

## 略歷

### 戰前

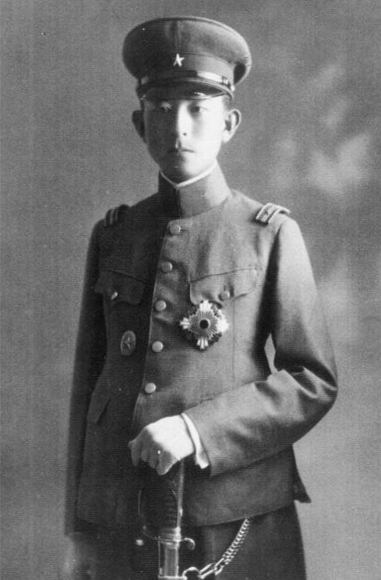
閑院宮春仁王

因健康理由他在學習院初等科長期休學，後來就讀神奈川縣立小田原中學校（現為神奈川縣立小田原高等學校）。1924年（大正十三年）7月畢業於陸軍士官學校（36期），同年10月任命為陸軍騎兵少尉，配屬近衛騎兵連隊。

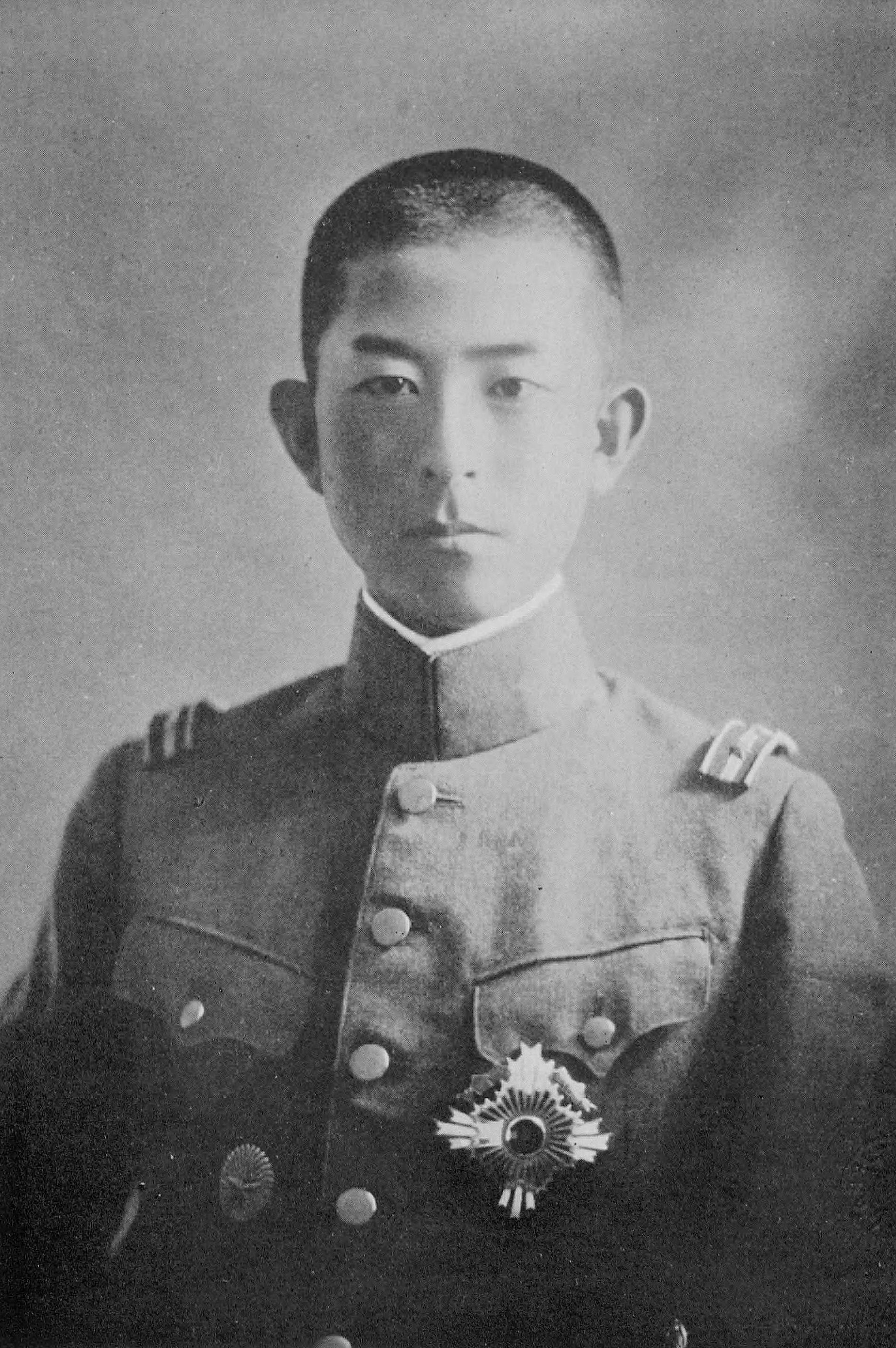
擔任大尉时的閑院宮春仁王

擔任過北支那方面軍參謀、陸軍大學校教官後，在1941年（昭和十六年）4月成為新設的總力戰研究所聽講生。1942年（昭和十七年）補任戰車第5連隊長。
1925年，与一条实辉公爵之女一条直子结婚。
1941年8月，晋升陆军大佐。

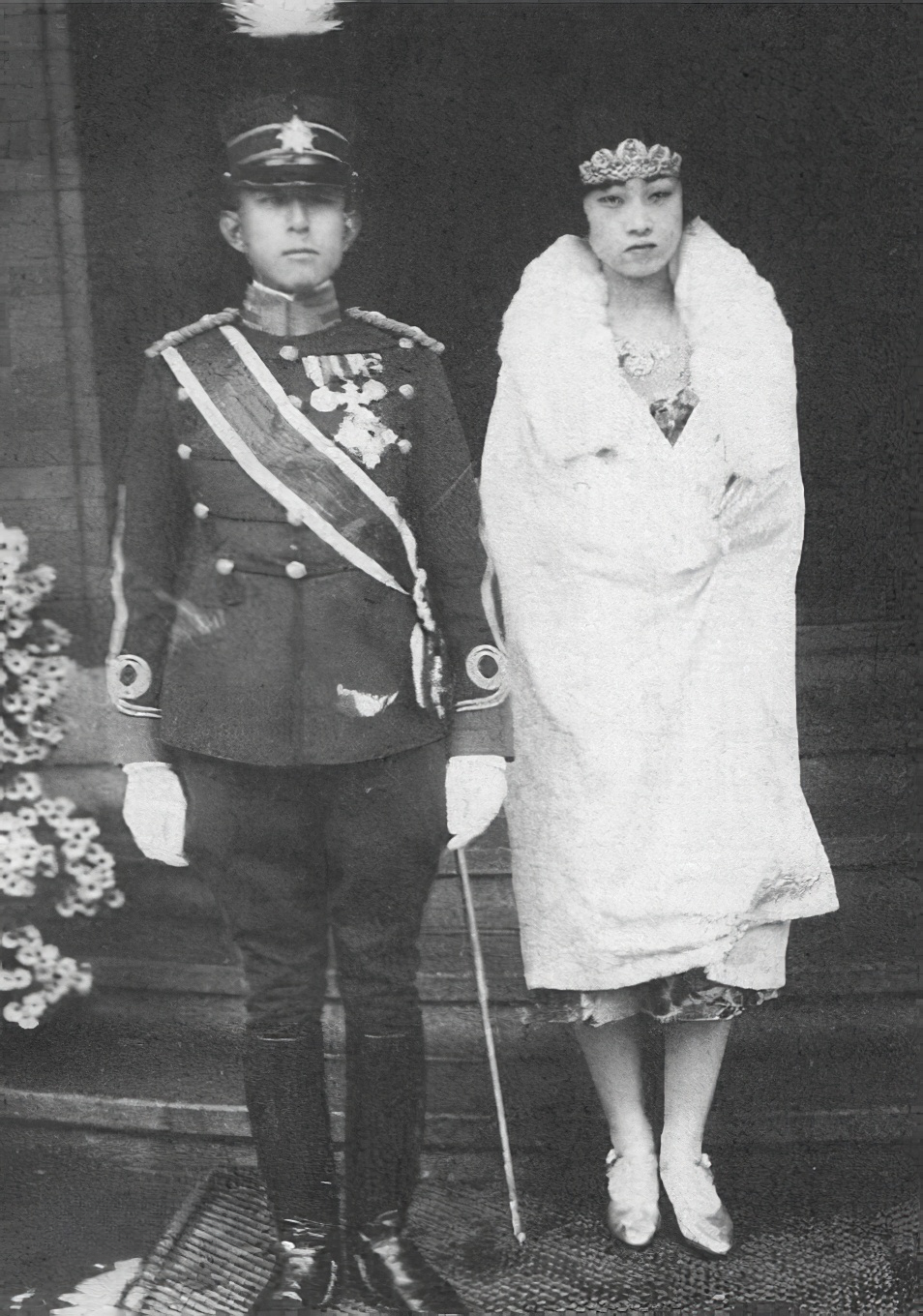
春仁王与直子

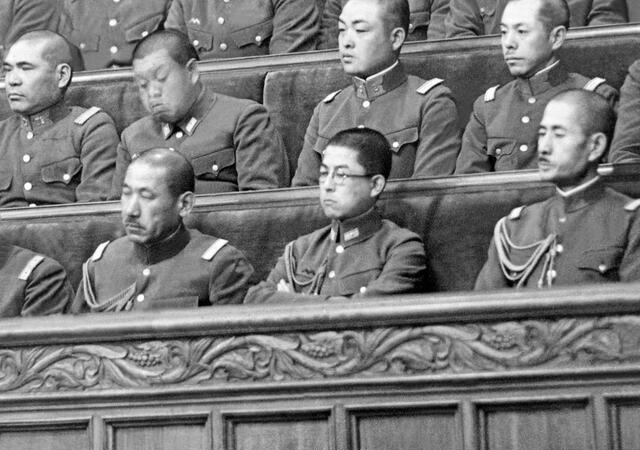
1938年，春仁王（前排中）出席帝国议会。

1945年8月16日，被昭和天皇召见。次日，即17日，春仁王即动身向南方派遣军递交终战诏书。

### 皇籍離脱後
1945年（昭和二十年）11月11日，在東久邇宮稔彥王負責敗戰責任後，閑院宮春仁王表明會捨棄皇族身分，與其同樣意向的還有賀陽宮恒憲王。
1947年（昭和二十二年）10月14日，奉駐日盟軍總司令部（GHQ）指示而皇籍離脱，改名閑院春仁，並搬離東京到小田原別邸居住。後來與直子離婚，並改名純仁。
之后成立春日兴业株式会社并出任社长。1963年在东海道本线田町站前建造春日大厦（现NEC春日大厦），在旧皇族中算是经济上较为成功的一位。晚年总体上过着平静的生活，此外还协助了在地方农业开展农业改革运动的农民运动家。
1988年（昭和六十三年）6月去世，享壽86歲。

## 經歷表
- 1902年（明治三十五年）8月3日：誕生

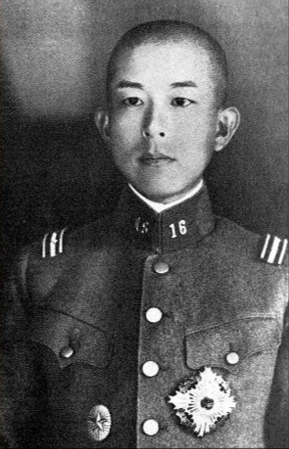
时任陆军骑兵大尉，并在骑兵第16联队担任中队长时的闲院宫春仁王。

- 1916年（大正五年）：學習院初等科長期休學後、神奈川縣立小田原中學校入學
- 1921年（大正十年）3月：神奈川縣立小田原中學校（現神奈川縣立小田原高等學校）畢業
- 1922年（大正十一年）8月：貴族院議員（皇族議員）
- 1924年（大正十三年）
  - 7月：陸軍士官學校 (日本)陸軍士官學校卒業（36期）
  - 10月：任陸軍騎兵少尉・近衛騎兵連隊付
- 1927年（昭和二年）
  - 7月：陸軍騎兵學校畢業
  - 10月：任陸軍騎兵中尉
- 1932年（昭和七年）
  - 8月：任陸軍騎兵大尉
  - 11月：陸軍大學校畢業（44期）
  - 12月：騎兵第16連隊中隊長
- 1934年（昭和九年）
  - 8月：陸軍騎兵學校教官
  - 11月3日：大勲位菊花大綬章受章
- 1936年（昭和十一年）8月：陸軍大學校研究部主事
- 1937年（昭和十二年）
  - 8月：任陸軍騎兵少佐
  - 11月：北支那方面軍參謀
- 1938年（昭和十三年）5月：陸軍大學校教官
- 1939年（昭和十四年）3月：任陸軍騎兵中佐
- 1941年（昭和十六年）
  - 4月1日：總力戰研究所研究生
  - 8月：任陸軍騎兵大佐
  - 9月：陸軍大學校付
- 1942年（昭和17年）
  - 3月：千葉陸軍戰車學校付
  - 10月：戰車第5連隊長
- 1945年（昭和二十年）
  - 3月：戰車第4師團 (日本軍)戰車第4師團司令部付
  - 6月：任陸軍少將
  - 8月12日：戰車第4師團長心得
  - 8月16日：免戰車第4師團長心得，終戰到南方差遣
  - 12月：予備役
- 1946年（昭和二十一年）5月：免貴族院議員
- 1947年（昭和二十二年）10月：皇籍離脱，改名閑院春仁
- 1966年（昭和四十一年）：離婚，改名純仁
- 1988年（昭和六十三年）6月18日：死去

## 血缘
閑院宮載仁親王與公爵三條實美女智惠子。
由東山天皇皇子典仁親王於享保三年（1718年）建立閑院宮家，至他（第7代）死後因無子，閑院宮家斷絕。
- 父母：閑院宮載仁親王 - 妃智惠子
- 兄弟：篤仁王 - 恭子女王 - 茂子女王 - 季子女王 - 春仁王 - 寛子女王 - 華子女王
- 妻：一条直子（離婚）
- 子：無

### 書目
- 《私の自叙伝》，閑院純仁、人物往来社、1966年（昭和41年）。
  - 2012年ゆまに書房以《皇族軍人伝記集成　第9巻　閑院宮載仁親王・閑院宮春仁王（上）》 ISBN 978-4-8433-3561-1 再版。
- 《日本史上の秘録》，閑院純仁、日本民主協会、1967年（昭和42年）。
  - 2012年同上以『皇族軍人伝記集成　第10巻　閑院宮載仁親王・閑院宮春仁王（下）』 ISBN 978-4-8433-3562-8 再版。

## 出處
1. ↑  錯誤寫下「春仁親王」的例子：. 國土交通省近畿地方整備局・京都營繕事務所.   [2013-03-14]. （原始内容存档于2020-08-05）.：. 神奈川縣立小田原高等學校同窗会.   [2013-03-14]. （原始内容存档于2015-09-02）.：. 台東縣政府.   [2013-03-14]. （原始内容存档于2012-09-22）.

## 外部連結
- 閑院宮家御家族の写真アルバム （页面存档备份，存于）

| 閑院宮春仁王 出生于：1902年8月3日逝世於：1988年6月18日 | 閑院宮春仁王 出生于：1902年8月3日逝世於：1988年6月18日 | 閑院宮春仁王 出生于：1902年8月3日逝世於：1988年6月18日 |
| 王室頭銜                                               | 王室頭銜                                               | 王室頭銜                                               |
| ------------------------------------------------------ | ------------------------------------------------------ | ------------------------------------------------------ |
| 前任： 載仁親王                                        | 閑院宮家第7代當主 1945年5月10日–1947年10月14日         | 皇籍脫離                                               |
| 王位覬覦者                                             |                                                        |                                                        |
| 無                                                     | 閑院家當主 1947年10月14日–1988年6月18日                | 無嗣，斷絕                                             |